# Regus
Regus es una multinacional que ofrece un lugar de trabajo global. A 17 de junio de 2015, operaba 2300 centros de negocios en alrededor de 106 países. Fue fundada en Bruselas, Bélgica, en 1989, Regus tiene su sede en  Luxemburgo (Ciudad), Luxemburgo, cuenta con 8.700 empleados, cotiza en la Bolsa de Londres y es una de las empresas del FTSE 250 Index. Regus está constituida en Saint Helier, Jersey.

## Regus España
A mediados de 2015, Regus en España tiene 25 centros de negocios en diversos puntos del país: Madrid, Barcelona, San Sebastián, Bilbao, Valencia, Málaga, Marbella, Sevilla y Palma de Mallorca.
Monochrome Estudio es uno de los principales estudios de arquitectura que colaboran en implementar estas oficinas en España.

## Regus México
A finales de 1997, Regus abre su primer centro en Ciudad de México, Cygni Santa Fe. Desde entonces ha crecido hasta tener 31 centros abiertos en diferentes ciudades como Ciudad de México, Estado de México, Monterrey, Guadalajara y Puebla.

## Historia
En 1989, durante un viaje de negocios a Bruselas, el empresario británico, Mark Dixon, se dio cuenta de la falta de espacio de oficinas disponible para aquellos que viajan por negocios; que a menudo se ven obligados a trabajar desde los hoteles. Entonces, paso a fundar su primer centro de negocios en Bruselas, Bélgica para satisfacer la necesidad de un espacio flexible para las personas en viaje de negocios.
En 1994 Regus entró en América Latina con un centro en São Paulo y en 1999 entró en Asia con su primer centro en Pekín. Años más tarde, en 2000, la empresa completó una exitosa OPV (Oferta Pública de Venta) en la Bolsa de Londres.
En 2001 adquirió Stratis Business Centers, una red de franquicias de centros de negocios con sede en Estados Unidos, y se expandió por el mercado de Estados Unidos. Más tarde, en 2001 el centro de negocios de Regus situado en el piso 93 de la Torre Sur en el World Trade Center fue destruido durante los ataques del 11 de septiembre, donde cinco empleados perdieron la vida.
En 2002 la empresa vendió una participación mayoritaria (58 %) de su pilar de negocios en Reino Unido para Rex 2002 Limited, una empresa creada por la firma de acciones privadas Alchemy Partners. Este movimiento incrementó el valor de la empresa en 51 millones de libras, la cual había tenido graves dificultades financieras.
Al año siguiente Regus se acogió al Capítulo 11, protección de bancarrota por su negocio en Estados Unidos, ya que luchaba por la supervivencia tras el colapso de las empresas dot.com. Menos de un año después retiró su negocio del Capítulo 11 de los Estados Unidos, gracias a su reestructuración financiada por su participación en el rentable negocio del Reino Unido.
La compañía adquirió HQ Global Workplaces, un proveedor de lugar de trabajo global con sede en los EE. UU. en 2004. La antigua sede de HQ en Addison, Texas se convirtió en una de las sedes de Regus. En 2006, se readquirió el negocio de Regus en Reino Unido en 2006 por 88 millones de libras, marcando el final de una recuperación del desplome de la compañía en 2002. Un año después, la empresa pasó a adquirir Laptop Lane, una cadena Americana de centros de negocios en aeropuertos.
En 2006 la empresa firmó alianzas con Air France-KLM y American Airlines para el acceso preferente de los viajeros de negocios y en 2007 creó una alianza con American Expresss con el fin de obtener un acceso preferente para los titulares de la tarjeta Business Platinum.
En junio de 2008 Regus presentó las tarjetas Businessworld, un servicio de suscripción de varios niveles que permite a los usuarios un acceso flexible a los servicios de Regus en cualquier lugar del mundo, aprovechando la escala internacional de la empresa. Esto está dirigido principalmente a clientes que viajan con frecuencia.
A partir del 14 de octubre de 2008 Regus Group plc se convirtió Regus plc. Regus plc fue creada como un holding para Regus Group plc, con el fin de establecer la sede de la empresa en Luxemburgo y su dirección fiscal en Jersey. Tanto Luxemburgo como Jersey son centros financieros extraterritoriales de negocios. La empresa tenía su sede en Chertsey (Surrey, Inglaterra) y Addison (Texas, EE. UU).

## Operaciones y servicios
Regus y su marca (HQ and Regus Express) proporcionan oficinas equipadas, oficinas virtuales, salas de reuniones y videoconferencias a clientes. La empresa opera en 106 países con más de 2300 centros de negocios, lo que lo convierte en el mayor proveedor del mundo de espacio de trabajo flexible. Regus también es uno de los patrocinadores de Fair Spend y Mars One, un proyecto de vuelo espacial privado holandés. Regus Reino Unido también acoge “Britain First” en su oficina de Belfast alojando “Britannia Campaigning”, una empresa detrás de “Britain First” y propiedad de Paul Golding.

## Sede
Regus tiene su sede en la ciudad de Luxemburgo, con sede en el 26 de Boulevard Royal, L-2449.